# 스뱌토슬라프 3세 (키예프 대공)

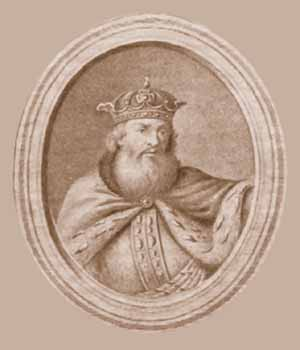

스뱌토슬라프 3세(러시아어: Святослав Всеволодич 스뱌토슬라프 프세볼로도비치[*], 우크라이나어: Святослав Всеволодич 스뱌토슬라우 우세볼로디치[*], 생년 미상 ~ 1171년)는 키예프 대공국의 대공(재위: 1174년, 1177년 ~ 1180년, 1182년 ~ 1194년)이다.
류리크 왕조 출신이며 프세볼로트 2세 대공의 아들이다. 키예프 대공에 즉위하기 이전에는 투라우 공작(1142년, 1154년), 블라디미르와 볼히니아 공작(1141년 ~ 1146년), 핀스크 공작(1154년), 노우호로드시베르스키 공작(1157년 ~ 1164년), 체르니히우 공작(1164년 ~ 1177년)을 역임했다.
| 전임 류리크 2세 | 키예프 대공 1174년 | 후임 야로슬라프 2세 이자슬라비치 |

| 전임 로만 로스티슬라비치 | 키예프 대공 1177년 ~ 1180년 | 후임 야로슬라프 2세 이자슬라비치 |

| 전임 류리크 2세 | 키예프 대공 1182년 ~ 1194년 | 후임 류리크 2세 |